# Midtbygda (Meråker)
Midtbygda este o localitate din comuna Meråker, provincia Nord-Trøndelag, Norvegia, cu o suprafață de 1,31 km² și o populație de 1.018 locuitori (2013).